# Lesvia
Lesvia er en græsk dokumentarfilm fra 2024, der er instrueret af Tzeli Hadjidimitriou.
Oldtidens kendteste kvindelige digter Sapfo levede på den græske ø Lesbos i antikkens Grækenland og skrev som en af de første stemmer i historien om sit begær efter andre kvinder. På grund af hende har øen givet navn til betegnelsen lesbisk, som både betegner kvindelige homoseksuelle og personer, der kommer fra Lesbos. Denne dobbelthed i ordet indrammer filmens tema, som skildrer sammenstødet mellem lokalbeboere og lesbiske turister på øen.
Dokumentarfilmen fik Danmarkspremiere i den københavnske biograf Gloria i august 2025 i anledning af årets Copenhagen Pride, hvor biografen viste en minikavalkade på i alt fire film med et LGBTQ-tema.

## Handling
Filmen skildrer spændingerne mellem de lokale beboere på den græske ø Lesbos og lesbiske turister og tilflyttere fra hele verden, der siden 1970'erne har skabt deres egen kultur og tilholdssteder på øen. Tzeli Hadjidimitriou er selv såvel indfødt fra Lesbos som lesbisk og identicerer sig dermed på flere måder med parterne. Hun har dokumenteret de lesbiske fællesskaber på øen, siden hun selv oplevede dem for første gang som 19-årig i 1981. Det dokumentariske materiale af subkulturen på øen rækker derfor ret langt tilbage i tiden.

## Medvirkende
Udover instruktøren Tzeli Hadjidimitriou optræder personer fra lokalbefolkningen på Lesbos samt lesbiske fra hele kloden.

## Modtagelse

### Danmark
Filmmagasinet Ekko anmeldte dokumentarfilmen til fire stjerner ud af seks og skrev, at filmen gav et intimt indblik i den særlige seksuelle subkultur, der har blomstret mellem de lesbiske turister på øen, samtidig med at den loyalt skildrede konflikten mellem de to persongrupper med plads til begge parters synspunkter.